# Duché de Bouillon
Pour les articles homonymes, voir Bouillon.
1456–1794
Entités précédentes :
- Principauté de Liège

Entités suivantes :
- République bouillonnaise

Le duché de Bouillon était une entité politique centrée sur la ville de Bouillon, aujourd'hui en Belgique. D'abord seigneurie de Bouillon relevant de la principauté de Liège, la seigneurie fut élevée en duché en 1456, puis acquit une autonomie croissante, avec le soutien de la France. Le duché s'émancipe du Saint-Empire en 1678 avant d'être annexé par la France en 1795.

## Histoire

### Moyen Âge: la seigneurie
Bouillon occupe une région frontalière et stratégique, naturellement marquée par la Semois, qui fut longtemps l'objet de transactions, disputes et revendications, en particulier entre les La Marck, la principauté de Liège et la France. La seigneurie de Bouillon relevait de la principauté de Liège et se composait, comme de coutume dans le contexte féodal, d'un ensemble complexe et mouvant de droits et de territoires.
La seigneurie de Bouillon a pour origine le fiscus de Paliseul, un grand domaine royal mérovingien où les rois d'Austrasie établissent une résidence. Au VIIIe siècle, Pépin III le Bref et son frère Carloman en donnent une grande part à l'abbaye de Stavelot. Au IXe siècle, l'évêque Walcaud de Liège en donne une autre part aux chanoines de l'abbaye de Saint-Hubert. La part restée dans le domaine royal échoit aux ducs de Basse-Lotharingie et ainsi aux Ardenne-Verdun, branche de la maison d'Ardenne. Au Xe siècle, Bouillon supplante Paliseul comme centre du domaine des Ardennes-Verdun. En 1095-1096, afin de financer la première croisade, Godefroy de Bouillon, duc de Basse-Lotharingie, met en gage ou vend la seigneurie à Otbert, prince-évêque de Liège,. Au XIVe siècle, le titre ducal de la Maison d'Ardenne en Lotharingie commence à être utilisé pour désigner la seigneurie (l'ancien titre ducal des ducs de Basse-Lotharingie avait jusque là été relevé par les Brabant et les Limbourg) : duché de Bouillon est attesté en 1330,,, et sa première occurrence se trouve dans un acte où Adolphe de La Marck, prince-évêque de Liège, mentionne une église située « in ducatu nostro Bullionensi »,.

### XVesiècle: un duché
En 1415, la seigneurie de Bouillon échoit à la maison de La Marck et la principauté de Liège l'élève au rang de duché en 1456 pour Jean Ier de La Marck.
En 1430, les comtes de La Marck-Arenberg, branche de la maison de La Marck, gagnent en importance à Bouillon : l'évêque de Liège nomme gouverneur et haut avoué de Bouillon le comte Évrard III de La Marck. En 1482, le comte de La Marck arrache le duché à l'évêché de Liège. De 1483 à 1529, les comtes de La Marck règnent sur le duché.
Ce duché reste toutefois dépendant de la principauté et entretient avec elle des relations confuses et tendues durant deux siècles — en dépit de différents traités tentant d'éclaircir et de consolider les droits de chaque partie : traité de Tongres (1484), traité de Cambrai (1521), paix du Cateau-Cambrésis (1559)…

### XVIesiècle: influence française
Au début du XVIe siècle, le duché de Bouillon relève toujours de la principauté de Liège dans le Saint-Empire, mais appartient au patrimoine d'une famille française, par ailleurs propriétaire de Sedan et se trouve placé sous la protection du roi de France. Les conflits ne cessent donc pas. D'accord en conflit, l'engagement et implication de la France dans la gestion de cette région stratégique est croissante.
Peu après 1506, Robert III de La Marck reprend le château de Bouillon à la principauté, avec l'aide des troupes de François Ier. Henri II reconnaît le titre de duc de Bouillon à Robert IV de La Marck ; et, en 1552, après la prise de Bouillon par les armées françaises, Henri II donne le château à Robert IV. En 1559, le traité de Cateau-Cambresis rend Bouillon à l'évêque de Liège, tout en réservant à la maison de La Marck la faculté de faire valoir ses droits.
Parallèlement, les intérêts des ducs de Bouillon sont orientés vers la France. Les La Marck sont seigneurs de Sedan depuis la fin du XVe siècle ; Robert III de La Marck combat en Italie pour l'armée française ; Robert IV de La Marck est nommé maréchal de France en 1547, Henri-Robert de La Marck était par sa mère, le petit-fils de Diane de Poitiers. Enfin, avec l'appui d'Henri IV, c'est Henri de La Tour d'Auvergne, descendant des ducs d'Aquitaine, maréchal de France, prince de Sedan et vicomte de Turenne qui épouse Charlotte de La Marck en 1591, unique héritière du titre de duc de Bouillon.

### XVIIesiècle

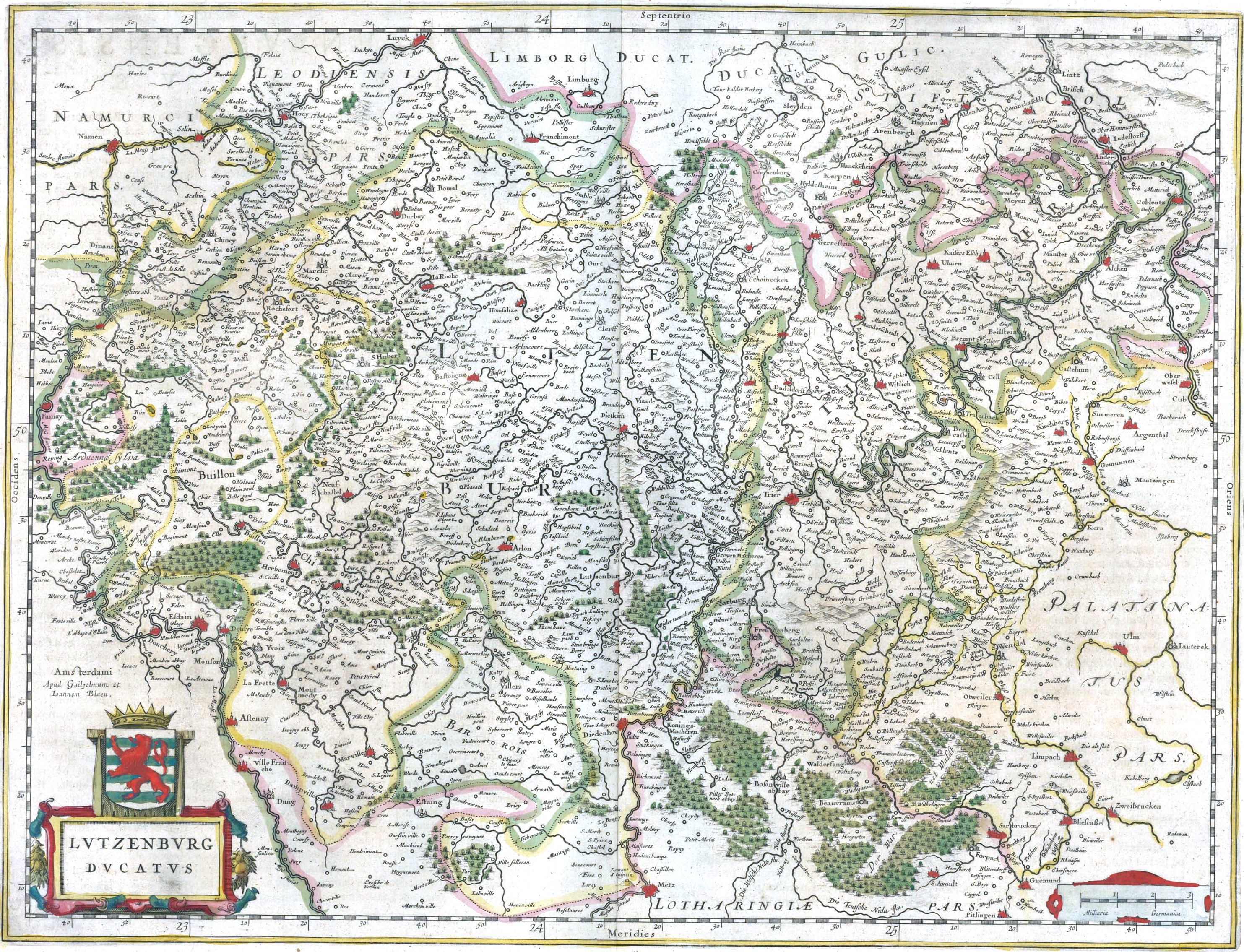
Carte de lAtlas Maior de Johannes Blaeu.

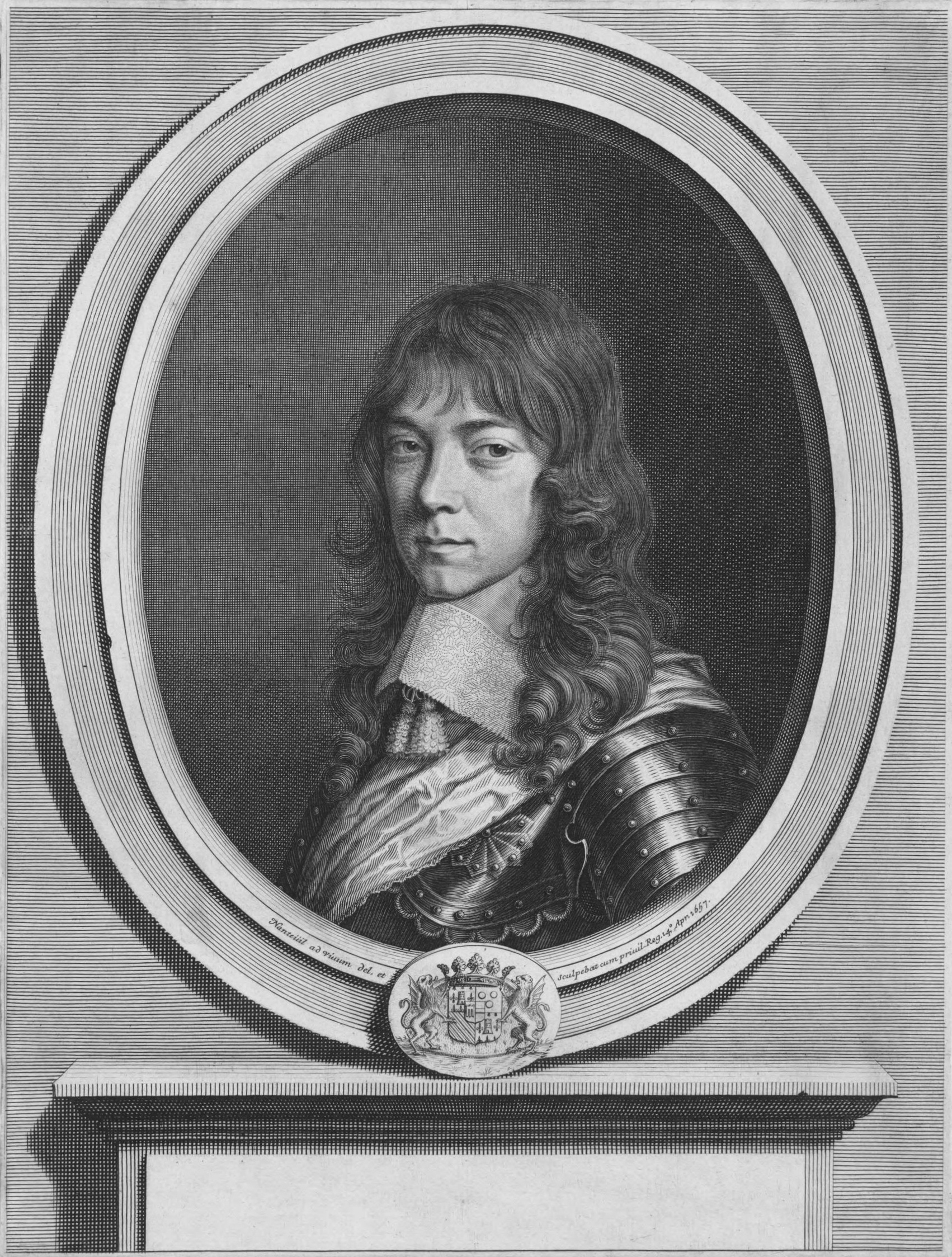
Maurice de La Tour d'Auvergne
Duc de Bouillon, 1657.

La carte qui illustre cet article est extraite de l'Atlas Maior de Johannes Blaeu, publié en 1665. Elle donne une idée de l'étendue géographique du duché à cette époque : on peut y lire les noms des communes de Bouillon, Bagimont, Siny, Monseau, Elle, Priory, Han, Chiers, Sore, Bellevaul, Plainvaul, Offais, Bertry, Vres, Belle Fontaine, Palixeul, Moulin, Buss, Loitgrand, Houdrimot, Loitpetit, Grève, Opont, Be, Our, Pagères.
En 1648 le duc de Bouillon, alors général de l'armée papale d'Innocent X, commande à Claude Gellée le Port avec l'embarquement de la reine de Saba conservé à la National Gallery de Londres avec le Paysage avec le mariage d'Isaac et de Rebecca.
La France intervient militairement à Bouillon en 1676 pour l'occuper et la restituer à Godefroy-Maurice de La Tour d'Auvergne, duc de Bouillon en titre. Le duché de Bouillon deviendra alors un duché souverain, relevant en principe du Saint-Empire, mais constituant dans les faits un protectorat français.
Par arrêt du conseil du 1er mai 1678, Louis XIV se réserve le droit de mettre une garnison au château de Bouillon et remet la ville et le duché à Godefroy-Maurice de La Tour d'Auvergne. Le traité de Nimègue de 1679 puis celui de Ryswick de 1697 confirment la situation. Le territoire du duché ne couvre pas toutes les anciennes possessions du duc. Par exemple, il ne comprend pas la terre de Mirwart,

### XVIIIesiècle

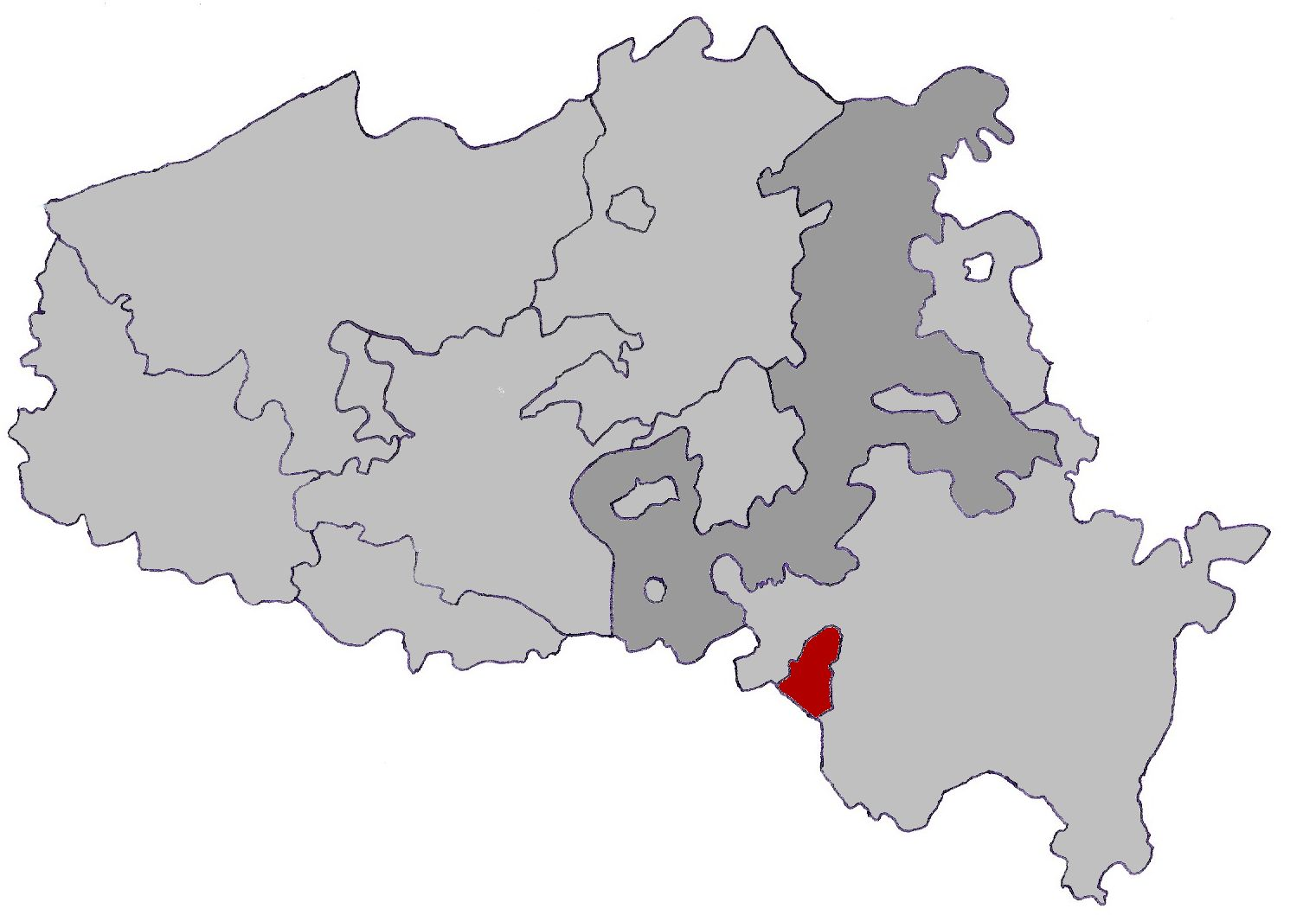
1787 : en rouge foncé le duché de Bouillon, en gris foncé la principauté de Liège, en gris clair les Pays-Bas autrichiens.

Pendant tout le XVIIIe siècle, les La Tour d'Auvergne gouvernent le duché depuis le château de Navarre.
La carte de Ferraris donne une idée de l'extension territoriale du duché de Bouillon en 1777. De l'extension seulement, car seul le contour du duché est marqué, la carte ne couvrant que le territoire des Pays-Bas autrichiens et attestant ainsi de l'indépendance du duché. En longeant la frontière sur la carte, on peut noter les communes incluses ou exclues du duché à ce moment : Acremont, Glaumont, Alle-sur-Semois, Rochehaut, Frahan, Poupehan, Anloy, Carlsbourg, Opont, Oizy (enclave), Ourt.
Par un édit du 24 février 1790, le duc (Godefroy III) marque son intérêt pour les idées de la Révolution française et apporte son soutien à son Assemblée générale, qui tient lieu de Parlement, quand elle décide d'abolir les droits seigneuriaux et féodaux en mai 1790.
Par une constitution du 23 mars 1792, le duché de Bouillon affirme son statut de monarchie constitutionnelle, mais le territoire est occupé par les troupes françaises[pourquoi ?] de la garnison de Sedan le 16 novembre suivant.
L'indépendance du duché en fit un territoire ouvert à l'édition et en particulier à la presse clandestine. On y imprima entre autres le Journal encyclopédique de Pierre Rousseau.

### République bouillonnaise (avril 1794 à octobre 1795)
Jacques-Léopold de La Tour d'Auvergne, duc de Bouillon et chef de l'État indépendant, mais néanmoins citoyen de la jeune République française, est arrêté par les officiers de la Convention le 7 février 1794. Constatant l'impossibilité de régner de son souverain, l'Assemblée générale (le Parlement) du duché aurait décrété la république le 24 avril 1794. Les sources et les historiens restent indécis sur la portée exacte de ce texte et donc sur l'existence juridique officielle d'une république bouillonnaise. Le duché reste, quoi qu'il en soit, sous protectorat français et le duc meurt en 1802 en tant que citoyen Léopold La Tour d'Auvergne.

### Annexion à la France (1795)
Le territoire est annexé le 26 octobre 1795 (4 brumaire an IV), malgré les protestations publiques de l'Assemblée générale bouillonnaise. La loi française du 3 vendémiaire an V (24 septembre 1796) portant distribution définitive des communes qui formoient le ci-devant duché de Bouillon, entre les départements des Ardennes, des Forêts et de Sambre-et-Meuse offre un aperçu des territoires qui composaient le duché au moment de son annexion.
- Vingt communes sont ajoutées au département des Ardennes. Dix-sept sont regroupées en un nouveau canton, dit de Bouillon : Bouillon (chef-lieu du canton), Dohan, Les Hayons, Curfoz, Briahan, Sansanruz, Noirefontaine, Bellevaux, Mogimont, Vivy, Bochaut, Laviot, Poupehan, Ucimont, Botassart, Corbion, Frahan ; les trois dernières, Sugny, Bagimontet Pussemange sont annexées au canton existant de Neufmanil.
- Vingt-et-une communes sont regroupées en un nouveau canton, dit de Paliseux, ajouté au département des Forêts : Paliseux (chef-lieu du canton), Carlsbourg, Mergny, Nollevaux, Pleinevaux, Launoy, Fays-les-Veneurs, Glaumont, Blanche-Oreille, Assenois, Offagne, Acremont, Jehonville, Le Sart, Anloy, Franiont, Ourt, la ci-devant seigneurie des Abbayes (sic), Opont, Fresnes, Beth.
- Enfin, quatorze communes sont rattachées au département de Sambre-et-Meuse[14] : Grosfays, Cornimont, Charrière-la-grande, Six-Planes, Alle et Vagy sont rattachées au canton dit d'Orchimont ; l’allou[N 6] de Tellin est rattachée au 22e canton, dit de Rochefort ; Auffe est rattachée au 23e canton, dit de Wellin ; Gedinne, le Sart-Custine, Patignies, Malvoisin, Gembes sont rattachées au 25e canton ; l’allou de Porcheresse est rattachée au 26e canton, dit de Villance.

### DuXIXesiècleà nos jours
Le duché dissous, la région, désormais française mais toujours frontalière, fera encore l'objet de diverses tractations internationales entre la France, le grand-duché de Luxembourg, les Pays-Bas et la Belgique Les territoires qui relevaient du duché de Bouillon ont été rattachés à la Belgique par le traité de Londres, du 15 novembre 1831 ; ils relèvent actuellement (2016) de la Région wallonne et de la province de Luxembourg.
Le titre de duc de Bouillon est néanmoins rétabli par le congrès de Vienne (1815), qui l'octroie héréditairement aux Rohan, descendant de Marie-Louise de La Tour d'Auvergne.

## Ducs de Bouillon
Le titre de duc de Bouillon n'apparaît qu'au XIVe siècle : des doubles moutons d'or, frappés au nom de « Jean, duc de Bouillon » et attribués à Jean d'Arkel,, prince-évêque de Liège de 1364 à 1378,.

## Géographie
Le duché a inclus, outre les communes déjà citées, l'avouerie de l'abbaye de Saint-Hubert et les terres au sud de Bouillon relevant anciennement du monastère de Mouzon et tenue en fief de l'archevêché de Reims.
En 1678, le duché comprenait la ville de Bouillon, les trois bourgs de Paliseul, Sugny et Gedinne et quarante-sept villages ou hameaux. Les bourgs, villages et hameaux étaient répartis entre les quatre mairies — de Paliseul,, de Jehonville, de Fays, et de Sensenruth, — et des appendices.